# Charles Rampelberg
Charles Rampelberg (Tourcoing, 11 ottobre 1909 – Perthes, 18 marzo 1982) è stato un pistard francese.

## Palmarès
- Giochi olimpici

Los Angeles 1932: bronzo nel chilometro a cronometro.